# (24843) 1995 VZ
1995 في زد (ويعرف أيضًا باسم (24843) 1995 في زد وفق تسمية الكوكب الصغير) (بالإنجليزية: 1995 VZ)‏؛ هو كويكب ضمن حزام الكويكبات.
اكتُشف هذا الجُرم الفلكي بواسطة تاكاو كوباياشي في 15 نوفمبر 1995، وترتيبه 24843 من حيث الاكتشاف.

## الوصف
اكتُشف 248431995VZ في 15 نوفمبر 1995 في مرصد أويزومي الفلكي، الواقع في أويزومي، محافظة غونما في اليابان، بواسطة عالم الفلك الياباني تاكاو كوباياشي. وقد رصد المشروع 1,475 مشاهدة للكويكب إلى غاية 5 فبراير 2022 بتوقيت منطقة المحيط الهادئ، أي في مدة قدرها 9,599 يومًا (26.3 عام). تستغرق الفترة المدارية للكويكب 1,330 يومًا (3.6 عام).

## الخصائص المدارية
يتميز مدار هذا الكويكب بنصف محور رئيسي يبلغ 2.37 وحدة فلكية، وحضيض قدره 1.86 وحدة فلكية، وانحراف قدره 0.215 وزاوية ميلان 1.91 درجة بالنسبة لمسار الشمس. بسبب هذه الخصائص، أي نصف المحور الرئيسي بين 2 و3.2 وحدة فلكية وحضيض أكبر من 1,666 وحدة فلكية، يُصنف هذا الجُرم الفلكي وفقًا لقاعدة بيانات مختبر الدفع النفاث لأجرام النظام الشمسي الصغيرة كائنًا من حزام الكويكبات الرئيسي.

## وصلات خارجية
- (24843) 1995 VZ في قاعدة بيانات مختبر الدفع النفاث لأجرام النظام الشمسي الصغيرة

- الاكتشاف · مخطط المدار ·  العناصر المدارية · المعلمات المادية

- (24843) 1995 VZ على موقع ويكي سكاي: DSS2, SDSS, GALEX, IRAS, Hydrogen α, X-Ray, Astrophoto, Sky Map, Articles and images